# I Siciliani
I Siciliani ( Les siciliens ) est un journal fondé en 1983 par Giuseppe Fava. Publié à Catane, il traite alors principalement de questions contrastant avec la Cosa Nostra, avec des tons très décisifs et s'exposant à des risques considérables.

## Filmographie
- Prima che la notte (2018) de Daniele Vicari. Cette biographie raconte les dernières années de la vie de Giuseppe Fava et la création de I Siciliani [2].